# Aloe variegata
Aloe variegata, Aloe pecho de perdiz o aloe tigre es una especie de planta fanerógama de la familia de los aloes. Es endémica de Sudáfrica, (Provincia del Cabo y Provincia del Estado Libre) y Namibia.

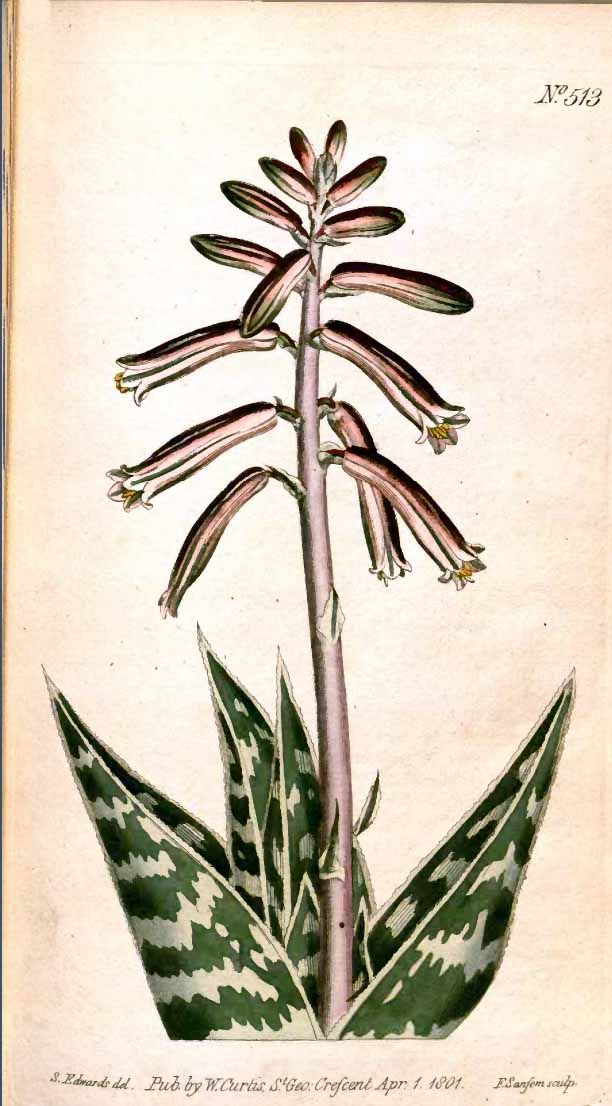
Ilustración

## Descripción
Crece hasta los 20-30 cm de altura, con 18-24 hojas unidas en tres filas, cada hoja tiene 10-15 cm longitud y  3-6 cm de ancho, con bandas irregulares de color verde oscuro y blanquecino, con puntas dentadas blancas. Las flores son de color naranja agrupadas en racimos de 20-30 cm de ancho.

## Taxonomía
Aloe variegata fue descrita por André Guillaumin y publicado en Bulletin du Muséum d'Histoire Naturelle, sér. 2 12: 353, en el año 1940.
Etimología
Ver: Aloe
variegata: epíteto latino que significa "abigarrada".
Sinonimia
Aloe ausana Dinter
Aloe punctata Haw.
Aloe variegata var. haworthii A.Berger